# Nicolas François Delpierre
Nicolas François Delpierre est un homme politique français né le 17 janvier 1753 à Valfroicourt (Vosges) et mort le 31 décembre 1812 à Mirecourt (Vosges).

## Biographie
Frère aîné d'Antoine Delpierre, il est avocat et est élu député des Vosges au Conseil des Cinq-Cents le 23 germinal an VII (12 avril 1799). 
Favorable au coup d'État du 18 Brumaire, il siège au Corps législatif jusqu'en 1803. Il est ensuite conseiller général et procureur impérial à Mirecourt.